# Let's Hear It for the Boy (álbum)
Let's Hear It for the Boy es un álbum de estudio de la cantante estadounidense Deniece Williams. Fue lanzado en 1984 por Columbia y CBS Records. Alcanzó el número 10 en la Billboard 200 y el número 26 en la Top R&B/Hip-Hop Albums.

## Lista de canciones
| Cara 1 |                             |                               |          |  |
| N.º    | Título                      | Escritor(es)                  | Duración |  |
| 1.     | «Let's Hear It for the Boy» | Dean Pitchford, Tom Snow      | 4:18     |  |
| 2.     | «I Want You»                | Peter Couch, Deniece Williams | 2:50     |  |
| 3.     | «Picking Up the Pieces»     | Peter Couch, Deniece Williams | 4:40     |  |
| 4.     | «Black Butterfly»           | Barry Mann, Cynthia Weil      | 4:25     |  |
| 5.     | «Next Love»                 | George Duke, Deniece Williams | 4:23     |  |

| Cara 2 |                                 |                                                     |          |  |
| N.º    | Título                          | Escritor(es)                                        | Duración |  |
| 1.     | «Haunting Me»                   | George Merrill, Shannon Rubicam, Deniece Williams   | 4:57     |  |
| 2.     | «Don't Tell Me We Have Nothing» | George Merrill, Shannon Rubicam                     | 4:00     |  |
| 3.     | «Blind Dating»                  | Michele Val Jean, Robert Brookins, Deniece Williams | 3:39     |  |
| 4.     | «Wrapped Up»                    | Andrew Barrett, George McMahon                      | 3:39     |  |
| 5.     | «Whiter Than Snow»              | Tradicional                                         | 3:44     |  |

## Listas de posiciones
| Lista (1984)              | Posición máxima |
| ------------------------- | --------------- |
| US Top R&B/Hip-Hop Albums | 10              |
| US Billboard 200          | 26              |